# Горный (Краснопартизанский район)
Го́рный — посёлок городского типа, административный центр и крупнейший населённый пункт Краснопартизанского района Саратовской области России. Также административный центр Горновского муниципального образования.

## География
Посёлок расположен на речке Сакма (левый приток Большого Иргиза). Железнодорожная станция Савельевка на тупиковой железнодорожной ветке от линии Пугачёв — Ершов.

## История
Осенью 1931 года была начата разработка месторождения горючих сланцев у села Савельевка. Первоначально посёлок при Савельевском сланцевом руднике был подчинён этому селу, расположенному в 7 км южнее. Статус самостоятельной административно-территориальной единицы был получен Горным в 1934 году.
Существует две версии происхождения названия посёлка: для строительства шахт и добычи сланца были направлены опытные горняки Донбасса; название посёлка объясняется терриконами породы, оставшейся после добычи сланца.
В 1933 году открытым способом было добыто 44 тысячи тонн сланца, а в 1934 уже 55 тысяч тонн. В годы Великой Отечественной войны горновские сланцы поставлялись на множество объектов, крупнейшим из которых была Саратовская ТЭС. Туда же поставлялся кирпич, изготовленный в Горном из сланцевой золы на кирпичном зольном заводе. На руднике было открыто четыре шахты.
После открытия месторождения природного газа на территории Саратовской области, добыча сланца стала нерентабельной и в 1957 году шахты были закрыты, рудоуправление ликвидировано. На базе Савельевской ЦЭС, которая обеспечивала электричеством не только рудник, но ещё и два десятка объектов, был организован участок по изготовлению шлакоблоков. Впоследствии он вырос в крупнейшее на территории района промышленное предприятие — Горновский комбинат строительных материалов (ГКСМ).
В 1941 году в районе станции Рукополь, вблизи п. Горный, был размещён склад химического оружия. В декабре 2002 года в посёлке было завершено строительство первой очереди опытно-промышленного объекта по уничтожению химического оружия, который приступил к промышленному уничтожению запасов кожно-нарывных отравляющих веществ.
В 2019 году стало известно, что в Горном хотят открыть завод по переработке опасных отходов. Комплекс планируют построить к 2023 году, он рассчитан на 30 лет работы. Госзаказчиком работ по перепрофилированию существующих в Горном объектов по утилизации химического оружия под отходы I и II классов опасности постановлением правительства РФ от 30 апреля 2019 года №540 определена госкорпорация «Росатом», а застройщиком – ГУП «Предприятие по обращению с радиоактивными отходами «РосРАО». В Саратове и других городах области прошли митинги и одиночные пикеты против открытия в Горном нового завода.

## Население
| 1939  | 1970  | 1979  | 1989  | 2002  | 2009  | 2010  | 2011  | 2012  |
| ----- | ----- | ----- | ----- | ----- | ----- | ----- | ----- | ----- |
| 5598  | ↗6238 | ↘5713 | ↗6578 | ↗7098 | ↘6453 | ↘5084 | ↘5079 | ↘5048 |
| 2013  | 2014  | 2015  | 2016  | 2017  | 2018  | 2019  | 2020  | 2021  |
| ↘5026 | ↘4930 | ↗4978 | ↘4968 | ↘4874 | ↘4747 | ↘4666 | ↘4565 | ↘4336 |